# Lucid Motors
Lucid Motors est un constructeur d'automobiles électriques basé en Californie, aux États-Unis. Son premier modèle est la Lucid Air produit à partir de 2021.

## Histoire
L'entreprise, qui se nommait auparavant Atieva, a été créée en 2007 par des ingénieurs et designers venant d'entreprises de l'automobile, notamment Mazda et Tesla. Elle est en concurrence directe avec les nouveaux constructeurs américains de voitures électriques que sont Tesla, Fisker Inc. ou encore Rivian.
L'entreprise californienne a exposé la Lucid Motor Atvus sous la forme d'un prototype en tenue de camouflage au Salon de l'automobile de Los Angeles 2016. Puis en décembre 2016, Lucid Motors a présenté la Lucid Air, le premier véhicule électrique de la marque, qui sera produit en Arizona début 2019. Une propulsion électrique de 400ch, proposant trois packs de batterie permettant des autonomies de respectivement 386, 507 ou 644 km.
Lucid Motors a développé un prototype sur la base de sa Lucid Air, nommé Air Alpha Speed Car, qui a atteint 378 km/h.
Juillet 2017, à la recherche de financement, Lucid Motors pourrait être repris par Ford,.
Le 17 septembre 2018, l'Arabie saoudite annonce l'injection d'un milliard de dollars US dans Lucid Motors via le fonds souverain Public Investment Fund (PIF).
Le 23 janvier 2020, le constructeur lance via internet les pré-commandes en Europe de son premier véhicule la Lucid Air, sans préciser ses caractéristiques techniques, qui est produite à partir du second semestre 2021 dans l'usine Advanced Manufacturing Plant 1 (AMP-1) à Casa Grande en Arizona.
Lucid Motors devait présenter la version de série de son premier modèle, la Lucid Air, au salon de New York, mais celui-ci a été reporté fin août 2020 en raison de la pandémie de Covid-19 aux États-Unis. Sa présentation officielle est annoncée pour le 9 septembre 2020.
Le constructeur lance la production de son premier véhicule en septembre 2021 dans l'usine de Casa Grande (Arizona).
En avril 2022, Lucid Motors annonce une commande de l'Arabie saoudite de 50 000 voitures avec une option sur 50 000 exemplaires supplémentaires. Le pays est le premier actionnaire de Lucid Motors avec 61 % des parts, et une nouvelle usine est en construction dans le pays.
En difficultés financières, le constructeur américain licencie 18 % de ses effectifs début 2023, soit environ 1300 personnes.
En juin 2023, le constructeur britannique Aston Martin annonce une association avec Lucid Motors pour équiper ses futurs modèles électriques de moteurs et batteries provenant du constructeur américain, mais en utilisant sa propre plateforme technique modulaire annoncée en même temps.
Le 27 septembre 2023, Lucid Motors inaugure sa première usine d'assemblage en Arabie Saoudite, dans la Cité économique du roi Abdullah à une centaine de kilomètres de Jeddah.
Le 16 septembre 2024, Lucid Motors dévoile une image de son prochain SUV de milieu de gamme qui sera commercialisé fin 2026.

## Modèles

### Lucid Air
La Lucid Air devait être présentée au salon de New York en avril 2020 mais celui-ci a été reporté fin août 2020 en raison de la pandémie de Covid-19 aux États-Unis. Sa présentation officielle est annoncée pour le 9 septembre 2020,
La Air est produite à partir de septembre 2021 dans l'usine AMP-1 (Advanced Manufacturing Plant 1), à Casa Grande (Arizona), pour une livraison des premiers modèles en fin octobre sur le territoire américain. Elle est commercialisée en Europe à partir de juin 2022.

### Lucid Gravity
La Gravity est un SUV à 5, 6 ou 7 places présenté en novembre 2023. Elle est le second modèle du constructeur.